# Cirolana (Anopsilana) willeyi
Cirolana (Anopsilana) willeyi is een pissebed uit de familie Cirolanidae. De wetenschappelijke naam van de soort is voor het eerst geldig gepubliceerd in 1904 door Stebbing.